# Smeryngolaphria gorayebi
Smeryngolaphria gorayebi là một loài ruồi trong họ Asilidae. Smeryngolaphria gorayebi được Artigas & Papavero & Pimentel miêu tả năm 1988. Loài này phân bố ở vùng Tân nhiệt đới.